# Quentin Durward (film, 1910)
Pour les articles homonymes, voir Quentin Durward (homonymie).
Pour plus de détails, voir Fiche technique et Distribution.
Quentin Durward est un film muet français de court métrage réalisé par Albert Capellani, sorti en 1910.
Le film est une adaptation du roman Quentin Durward de Walter Scott, édité par Archibald Constable à Édimbourg le 17 mai 1823.

## Fiche technique
- Titre : Quentin Durward
- Réalisation : Albert Capellani
- Scénario : Adapté du roman de Walter Scott
- Société de production : Pathé Frères
- Pays d'origine :  France

## Distribution
- Claude Garry